# Burzum (album)
A Burzum az első nagylemeze a norvég black metal Burzum együttesnek. 1992 januárjában lett felvéve a Grieghallen Stúdióban, a telihold alatt. Még ez év márciusában ki lett adva, a Deathlike Silence Productions kiadó által.
Varg Vikernes az első négy Burzum-albumot 1992 januárja és 1992 szeptembere között vette fel a Grieghallen stúdióban, Bergenben, viszont a felvételek elkészülte és a kiadás között több hónap telt el.
Az album felvételei alatt Vikernes 19 órát töltött mindössze a stúdióban, a hangszerek szállításától a maszterelésig.

## Számlista
Az összes szám szerzője Varg Vikernes. 
| 1. | Feeble Screams from Forests Unknown          | 7:28 |
| 2. | Ea, Lord of Depths                           | 4:52 |
| 3. | Black Spell of Destruction                   | 5:39 |
| 4. | Channeling the Power of Souls Into a New God | 3:27 |

| Tél Oldal | Tél Oldal                   | Tél Oldal | Tél Oldal | Tél Oldal | Tél Oldal | Tél Oldal | Tél Oldal | Tél Oldal | Tél Oldal |
| #         | Cím                         | Hossz     |           |           |           |           |           |           |           |
| --------- | --------------------------- | --------- | --------- | --------- | --------- | --------- | --------- | --------- | --------- |
| 5.        | War                         | 2:30      |           |           |           |           |           |           |           |
| 6.        | The Crying Orc              | 0:58      |           |           |           |           |           |           |           |
| 7.        | A Lost Forgotten Sad Spirit | 9:11      |           |           |           |           |           |           |           |
| 8.        | My Journey to the Stars     | 8:10      |           |           |           |           |           |           |           |
| 9.        | Dungeons of Darkness        | 4:50      |           |           |           |           |           |           |           |
| 47:07     |                             |           |           |           |           |           |           |           |           |

## Elírások
A dalcímekben és a dalszövegekben több elgépelés is található. Az "Ea, Lord of the Depths" helyett "Ea, Lord of the Deeps", a "Feeble Screams from Forests Unknown" szövegében a "My soul keeps mating" helyett "My soul keeps waiting" és a "My Journey to the Stars" szövegében "I materalize" helyett "I immateralize" lett gépelve.

## Újra kiadott változatok
A Misanthropy Records kiadó 1995-ben újra kiadta az albumot, bónuszként hozzáadva az Aske EP számait. A kiadásban csak az Aske-n szereplő "A Lost Forgotten Sad Spirit" szerepel, az ezen található nem.
Az albumon található hat dal 2010-ben újra fel lett véve, ezek szerepelnek a From the Depths of Darkness válogatásalbumon.

## Közreműködők
- Varg Vikernes – ének, dalszöveg, gitár, basszusgitár, dob, szintetizátor
- Euronymous – gitárszóló a "War" című számban

Produkció
- Pytten – maszterelés, keverés
- Jannicke Wiise-Hansen – album borító